# Da Mosto

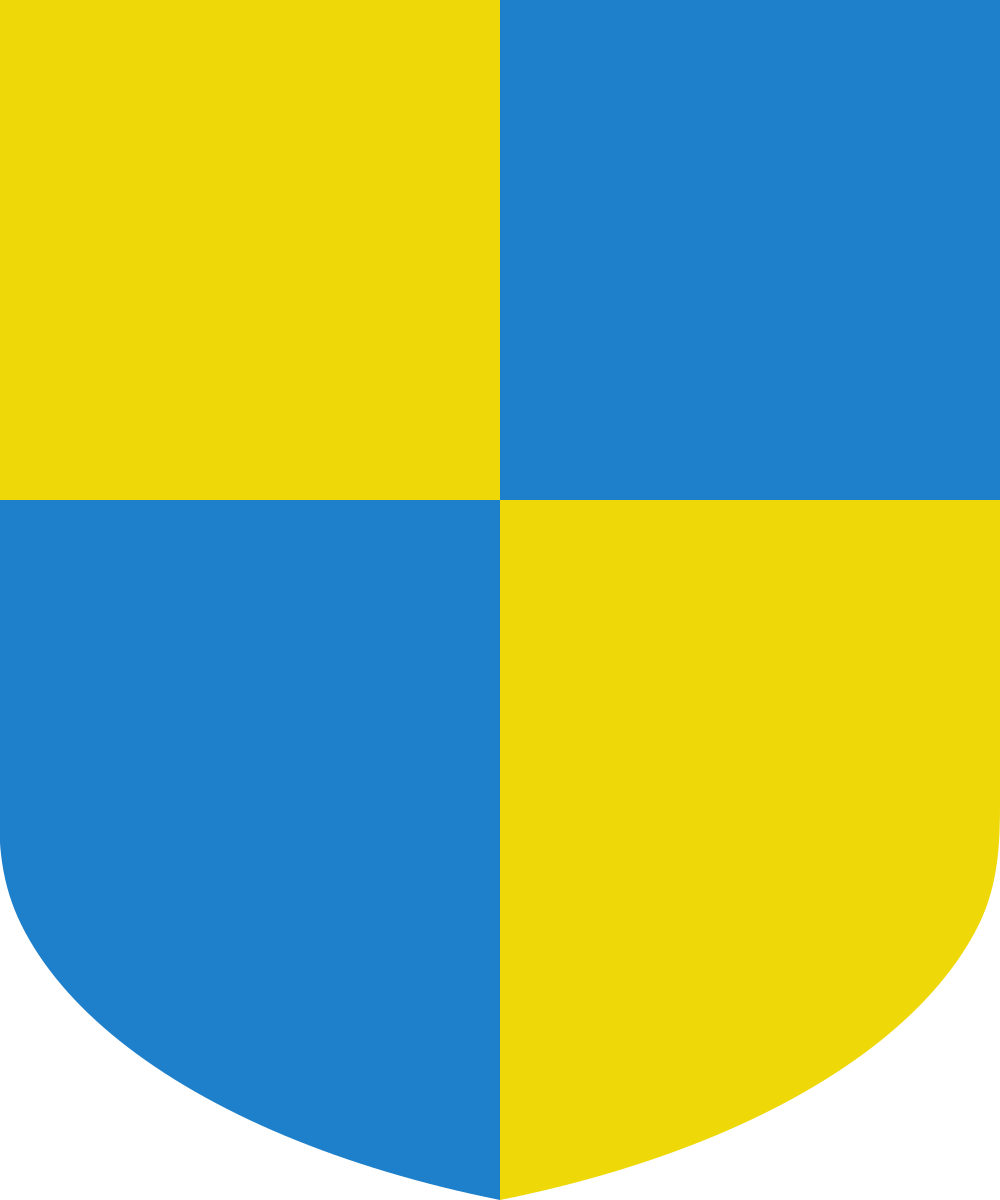
Stemma Da Mosto

I Da Mosto furono una famiglia patrizia veneziana, annoverata fra le cosiddette Case Nuove.

## Storia

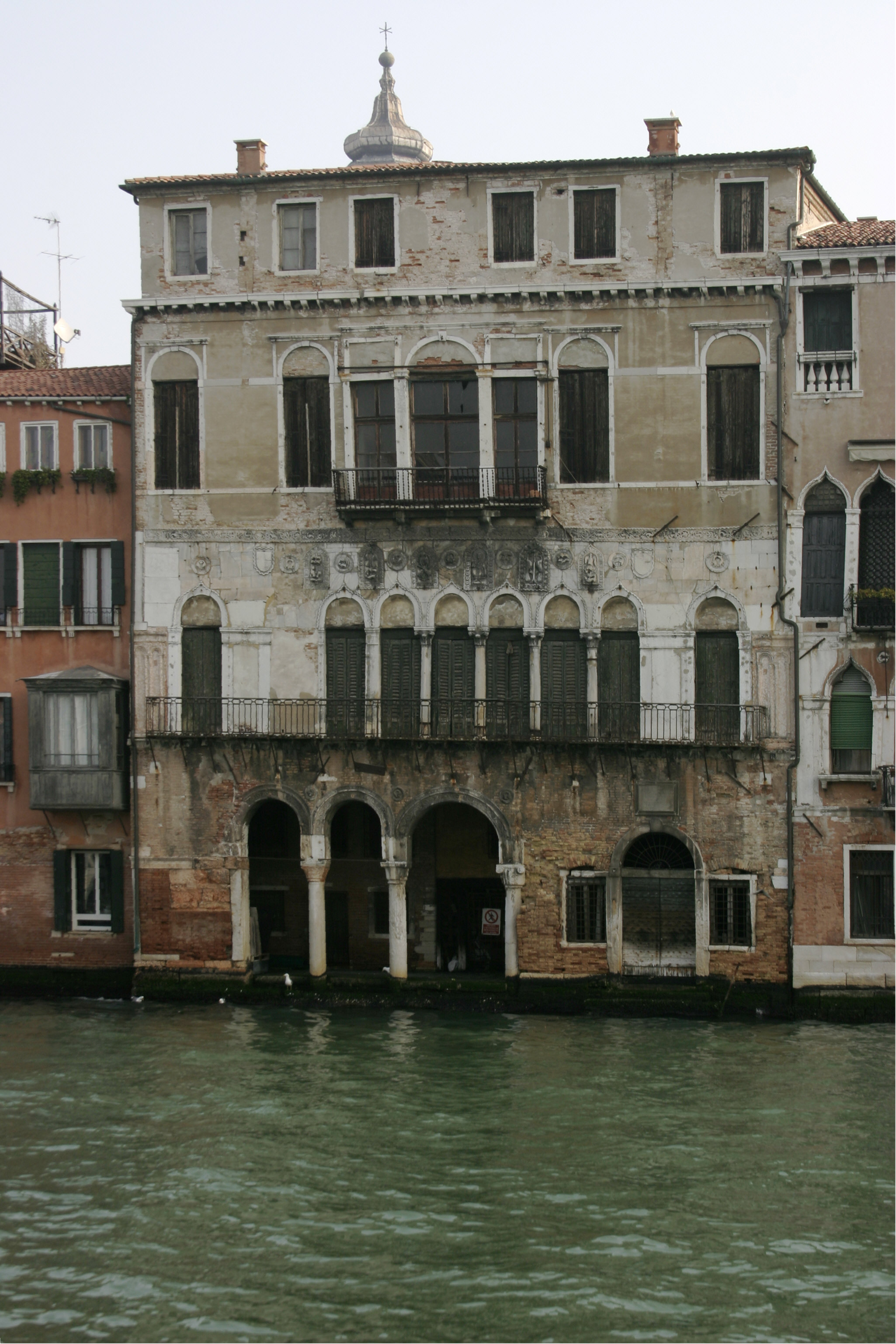
Ca' da Mosto, sul Canal Grande

I Da Mosto giunsero in laguna da Padova, donde erano fuggiti nel 454 a causa delle razzie degli Unni di Attila. Tuttavia, vi sono anche ipotesi che farebbero questo nobile casato originario di Oderzo, e discendente da cittadini romani ivi insediatisi.
Presenti in Maggior Consiglio prima della serrata, vi rimasero anche dopo il 1297.
Alla caduta della Serenissima Repubblica, la famiglia era divisa in due differenti rami.

## Membri illustri
- Alvise Da Mosto, o Alvise Cadamosto (1432 - 1488), esploratore e navigatore veneziano.
- Andrea Da Mosto (1868-1960), archivista italiano.
- Francesco Da Mosto (n. 1961), architetto, storico e presentatore italiano.

## Luoghi e architetture
- Ca' Da Mosto, a Cannaregio.
- Villa Da Mosto, a Trivignano.